# Сперміциди

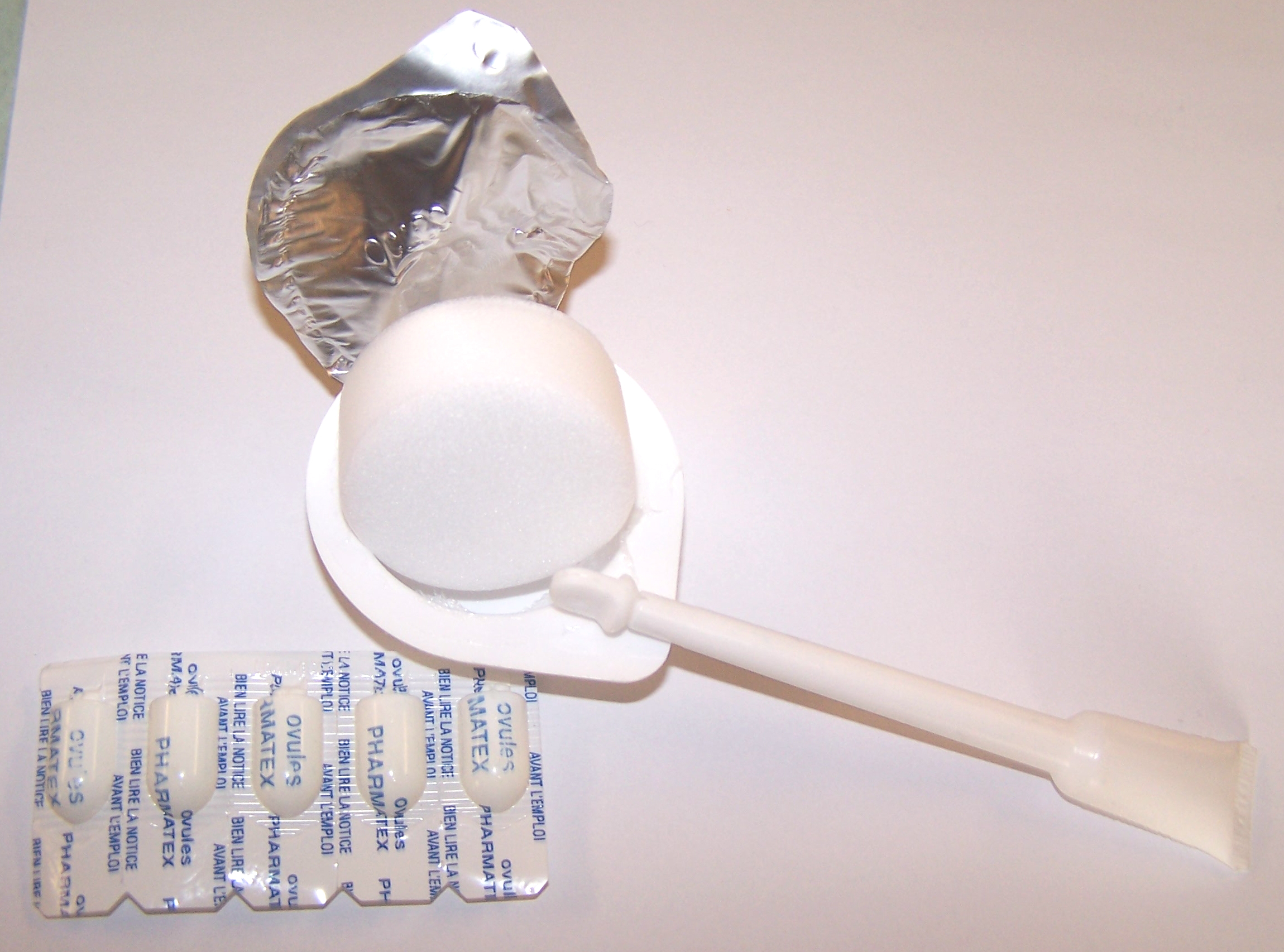
Сперміцидна губка, крем (одноразове дозування) та вагінальні свічки

Сперміци́ди — хімічні речовини, які інактивують або руйнують сперматозоїди у вагіні до моменту потрапляння у верхні відділи статевого тракту тим самим забезпечують контрацептивну дію. Час контрацептивного захисту сучасних сперміцидів та їх ефективність триває в межах від 15 хвилин до 1-8 годин від початку застосування і залежить від форми використання (таблетки, крем, піна тощо). Оскільки сперміциди не є гормональними препаратами, їх застосування не впливає на менструальний цикл, лібідо, фертильність.

## Історія використання
Перша письмова згадка про використання сперміциду міститься в папірусі Кахуна, єгипетському документі, який датується 1850 роком до нашої ери. У ньому описано песарій з крокодилячого посліду та ферментованого тіста. Подальші згадки знайдено в папірусі Еберса приблизно 1500 року до нашої ери. В ньому рекомендується змішати шерсть, насіння акації, фініки та мед і помістити суміш у піхву. Ймовірно, ця суміш мала певну ефективність, частково як фізичний бар'єр через густу, липку консистенцію, а також через молочну кислоту (відомий сперміцид), що утворюється з акації.
Записи грецького лікаря 2-го століття Сорана, містили формули ряду кислотних відварів, які, як стверджувалися, були сперміцидними. Його рекомендації полягали в тому, щоб намочити шерсть в одній із сумішей, а потім ввести в ділянку біля шийки матки.
Лабораторне тестування речовин, щоб перевірити, чи вони пригнічують рухливість сперматозоїдів, почалося в 1800-х роках. Сучасні сперміциди ноноксинол-9 і менфегол були розроблені в результаті цих досліджень.
У 1980-х і 1990-х роках існувало помилкове уявлення про сперміциди. У статті огляду літератури 1988 року зазначено, що дослідження in vitro ноноксинолу-9 та інших сперміцидів показали інактивацію збудників ІПСШ, включаючи ВІЛ. Але в 2002 році, системний огляд і мета-аналіз дев'яти рандомізованих контрольованих досліджень вагінального ноноксинолу-9 для профілактики ВІЛ та ІПСШ, в яких взяли участь понад 5000 жінок (переважно секс-працівниць), не виявили статистично значущого зниження ризику ВІЛ та ІПСШ, але виявили невелике статистично значуще збільшення ураження статевих органів серед користувачів сперміциду з ноноксинолу-9. А у вибірці серед осіб високого ризику зараження ІПСШ, які використовували вагінальний гель ноноксинол-9 більше трьох разів на день у середньому, ризик зараження ВІЛ був підвищений.

## Діюча речовина
Сучасні сперміциди складаються з двох компонентів:
- хімічна речовина, яка руйнує зовнішню оболонку сперматозоїдів і пригнічує їх рухливість або здатність проникати крізь оболонку яйцеклітини при заплідненні;
- основа;

Для більшості сперміцидів активними інгредієнтами є ноноксилон-9, октоксилон, менфегол і бензалконію хлорид. Завдання основи сперміцидів — забезпечити дисперсію хімічного агента в піхві шляхом огортання шийки матки і утримання його на місці так, щоб жоден сперматозоїд не зміг уникнути контакту зі сперміцидним інгредієнтом.

## Лікарські форми та препарати
Контрацептивні препарати, які містять сперміциди, випускаються в таких лікарських формах:
- креми;
- гелі;
- желе;
- піни;
- свічки;
- таблетки;
- розчинні плівки;
- тампони.

В Україні за даними Державного реєстру лікарських засобів України, зареєстровані наступні лікарські форми та препарати які містять сперміциди:
- супозиторій вагінальний (1,6 г) містить бензалконію хлориду 18,9 мг;
- 100 г крему вагінального містить бензалконію хлориду 1,2 г;
- 1 таблетка вагінальна містить міристалконію хлориду 20 мг;
- 1 песарій містить бензалконію хлориду 18,9 мг;

Категорія відпуску — без рецепта.

## Переваги та недоліки

### Переваги сперміцидів
Час контрацептивного захисту сучасних сперміцидів та їх ефективність триває в межах від 15 хвилин до 1-8 годин від початку застосування і залежить від форми використання (таблетки, крем, піна тощо). Сперміциди не є гормональними препаратами, тому їх застосування не впливає на менструальний цикл, лібідо, фертильність. Контрацептивна ефективність (індекс Перла), для бензалконію хлориду у формі супозиторіїв становить менше 1 (частота небажаної вагітності становить приблизно 1 % на рік за умови правильного застосування та дотримання усіх вимог).
Бензалконій не проникає у материнське молоко, тому препарати на його основі можна застосовувати у період годування груддю.
Сперміциди можна використовується як самостійно, так і в комбінації з іншими методами, що посилює їх контрацептивну дію.

### Недоліки сперміцидів
Мило та інші засоби гігієни на основі мила інактивують хлорид бензалконію, що призводить до втрати його контрацептивної дії. Лікарський засіб хімічно несумісний з препаратами йоду.
Сперміциди мають також антисептичну та протимікробну дію та знижують ризик зараження інфекціями, що передаються статевим шляхом, проте не виключають ризиків зараження ІПСШ повністю.

## Особливості застосування
Ефективність сперміцидних засобів варіює залежно від того, наскільки чітко виконуються інструкції щодо застосування.
Для досягнення максимального ефекту потрібно знати правила використання сперміцидів та дотримуватися їх:
1. Сперміцид необхідно застосовувати перед кожним статевим актом незалежно від фази менструального циклу;
2. У випадку повторних статевих контактів необхідно вводити новий супозиторій (один супозиторій на один статевий контакт!);
3. Для гігієни статевих органів забороняється використовувати мило чи інші засоби на основі мила впродовж 2 годин до та 2 годин після статевої близькості, тому що навіть незначні їх залишки руйнують діючу речовину сперміцидів. Слід використовувати тільки чисту воду!
4. Не спринцювати піхву протягом 2 годин після статевого акту.
5. Не можна використовувати препарати з сперміцидами без дозволу лікаря, якщо виявлено будь-які захворювання піхви.